# Raza Library
Die Rampur Raza Library (Hindi: रामपुर रज़ा किताब ख़ाना, Urdu: رام پور رضا کِتاب خانہ Rāmpur Razā Kitāb Khāna) in Rampur, Uttar Pradesh ist eine öffentliche Bücherei der Indo-Islamischen Kultur und eine Quelle des Wissens der letzten Jahrzehnte. Die Bibliothek wurde im 18. Jahrhundert durch die sukzessiven Nawabs von Rampur errichtet und wird jetzt von der Regierung Indiens verwaltet.
Sie enthält sehr seltene und wertvolle Sammlungen von Manuskripten, historische Dokumente, Exemplare der islamischen Kalligraphie, Miniaturmalereien, astronomische Instrumente und seltene illustrierte Werke in Arabisch und Persisch. Die Bibliothek enthält auch gedruckte Werke in Sanskrit, Hindi, Urdu, Paschtu (mit dem Originalmanuskript der ersten Koranübersetzung zusätzlich zu anderen wichtigen Bücher/Dokumente), Tamil und Türkisch, und rund 30.000 gedruckte Bücher (einschließlich Zeitschriften) in verschiedenen anderen Sprachen.